# Mäkelänsaari (ö i Birkaland, Tammerfors, lat 61,49, long 24,21)
Mäkelänsaari är en ö i Finland. Den ligger i sjön Längelmävesi och i kommunen Kangasala i den ekonomiska regionen Tammerfors och landskapet Birkaland, i den södra delen av landet, 150 km norr om huvudstaden Helsingfors. Öns area är 5,8 hektar och dess största längd är 430 meter i nord-sydlig riktning.